# Machismo russo
Machismo russo foi um termo aplicado a uma variedade de pontos de vista políticos/filosóficos que surgiram na Rússia Imperial no início do século XX antes da Revolução Russa. Eles compartilhavam o interesse pelas percepções científicas e filosóficas de Ernst Mach. Muitos, mas não todos, dos machistas russos eram marxistas, e alguns viam o machismo como um ingrediente essencial de uma visão materialista do mundo. O termo entrou em uso por volta de 1905, principalmente como uma expressão polêmica usada por Lenin e Gueorgui Plekhanov. Com um desejo compartilhado de defender um relato "ortodoxo" do marxismo, de suas diferentes perspectivas, ambos dividiram os oponentes dessa suposta ortodoxia em "idealistas" e "machistas". O termo permaneceu um significante do opróbrio marxista-leninista da década de 1920 até a década de 1970. Isso foi demonstrado pelo uso do termo por Alexander Maximov para criticar Boris Hessen em 1928. Também pode ser visto no capítulo de Evald Ilyenkov sobre "o marxismo contra o machismo como a filosofia da reação sem vida" em A Dialética Leninista e a Metafísica do Positivismo (1979).

## Confronto com o idealismo
Em 1902, Pavel Ivanovich Novgorodtsev editou o livro Problemy Idealizma (Problemas do Idealismo) que incluía contribuições de Sergei Bulgakov, Evgenii Nikolaevitch Troubetzkoy, Sergei Nikolaevich Trubetskoy, Peter Berngardovich Struve, Nikolai Berdyaev, Semyon Frank, Sergei Askol'dov, Bogdan Kistyakovski, Alexander Sergeyevich Lappo-Danilevsky, Sergey Oldenburg e Zhukovsky. Ao proclamar o advento de um novo movimento idealista, ele também ridicularizou o positivismo como estreito e dogmático.]